# Trapezoedro pentagonale
| Trapezoedro pentagonale    | Trapezoedro pentagonale                      |
| -------------------------- | -------------------------------------------- |
| Pentagonal trapezohedron   |                                              |
| Tipo                       | Trapezoedro                                  |
| Diagramma di Coxeter       | Coxeter diagram for pentagonal trapezohedron |
| Facce                      | 10 aquiloni                                  |
| Spigoli                    | 20                                           |
| Vertici                    | 12                                           |
| Configurazione delle facce | V5.3.3.3                                     |
| Gruppo di simmetria        | D5d, [2+,10], (2*5), order 20                |
| Gruppo rotazionale         | D5, [2,5]+, (225), ordine 10                 |
| Poliedro duale             | Antiprisma pentagonale                       |
| Proprietà                  | convesso, isoedro, non Ideale                |

Il trapezoedro pentagonale (anche noto impropriamente come “deltoedro pentagonale”) è il terzo di una serie infinita di poliedri isoedri, che sono i poliedri duali degli antiprismi; il che significa che, sostituendo vertici con facce e viceversa, si ottengono gli antiprismi equivalenti. 
Tale solido ha dieci facce (i.e. è un decaedro) costituite da altrettanti aquiloni congruenti. Alla luce di ciò, anche la definizione di "trapezoedro" è più convenzionale che corretta, dato che le facce di questo poliedro non sono trapezi.
In geometria, un politopo di dimensione 3, i.e. un poliedro, o dimensione superiore, è isoedro quanto tutte le sue facce sono uguali; in inglese, si dice anche “face-transitive”, in riferimento al fatto che, con opportune traslazioni, le facce possono esser fatte coincidere.
Il trapezoedro pentagonale può essere scomposto:
1. in due piramidi rette, convesse a base pentagonale regolare identiche le cui basi poggiano sui pentagoni regolari identici e congruenti rispetto alle basi di un antiprisma pentagonale al centro (condividendone lo sfasamento)  e
2. in due piramidi pentagonali rette, convesse, congruenti con due facce opposte di un dodecaedro al centro.

## Dadi a 10 facce

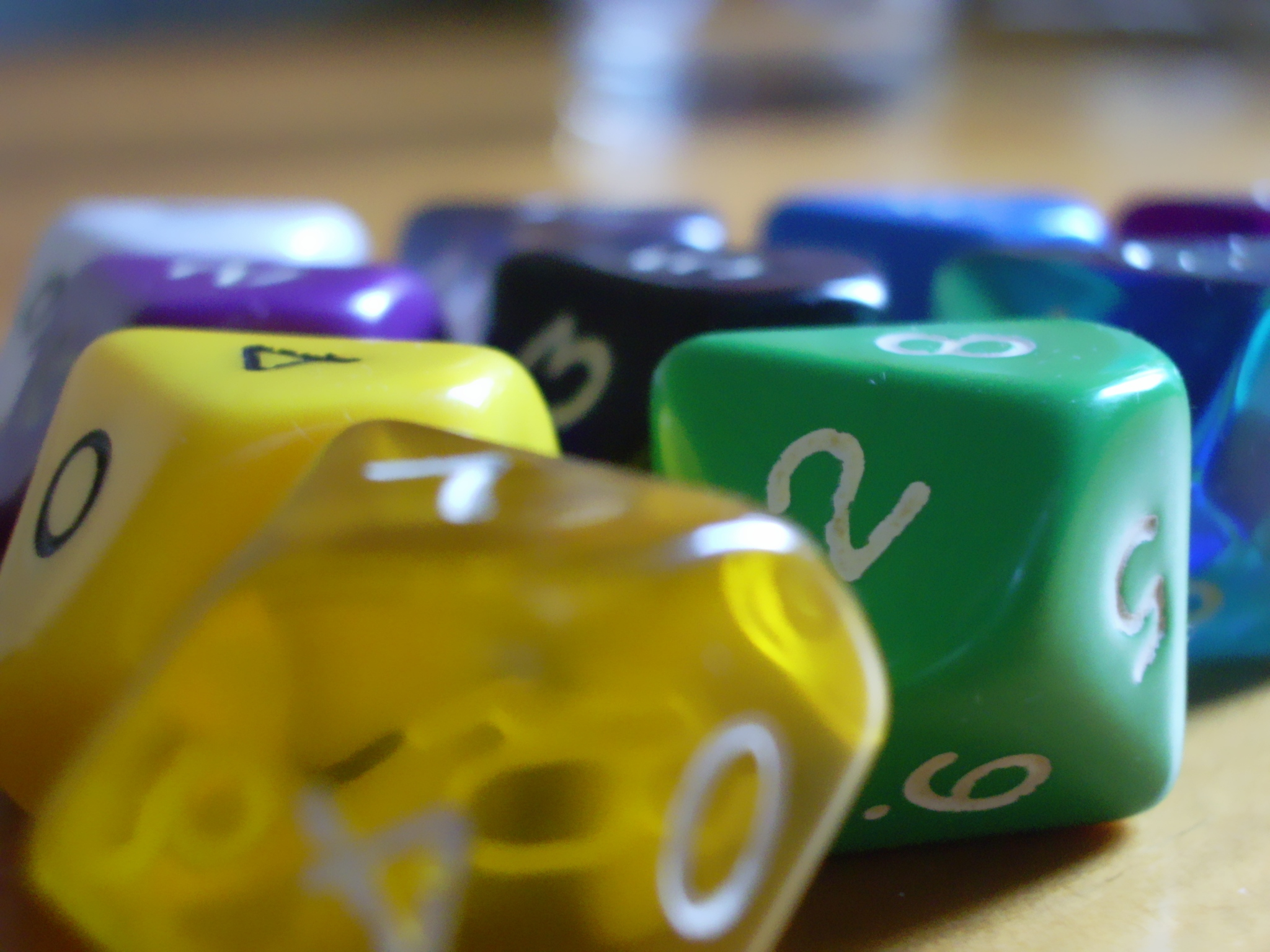
dadi a dieci facce

Il trapezoedro pentagonale venne brevettato come dado da gioco nel 1906.
I brevetti successivi dei dadi a dieci facce hanno apportato modifiche minori al progetto di base, arrotondando o troncando vertici e spigoli: questo consente al dado di rotolare, rendendo il risultato meno prevedibile; una modifica di tale tipo divenne famosa nel campo dei giochi di ruolo nella GenCon del 1980. Al pari degli altri dadi usati in tale ambito, i dadi a forma di trapezoedro pentagonale sono dadi equi, ossia dotati della stessa probabilità di atterrare su una qualunque delle loro 10 facce.
Di solito, i dadi a dieci facce sono numerati da 0 a 9, il che rende facilmente ottenibili esiti percentuali, con uno di due dadi siffatti a rappresentare le decine e l'altro le unità; per esempio un 7 nel primo lancio ed uno 0 nel secondo vengono combinati per ottenere un 70. Un doppio zero viene convenzionalmente interpretato come un 100.
Esiste un canone abbastanza frequente nel posizionamento dei numeri sulle dieci facce di un dado di questo tipo: se si tiene il dado tra le dita per i vertici in modo tale che i numeri pari siano collocati nella parte superiore e si leggano i numeri da destra a sinistra con andamento a zigzag, si ottiene la sequenza 0, 7, 4, 1, 6, 9, 2, 5, 8, 3 e di nuovo 0. I numeri pari e quelli dispari sono suddivisi tra i due “cappelli” del dado e l'addizione delle cifre sulle facce opposte fa nove.